# دوبو كيمتشي
دوبو كيمشي هو طبق كوري يتكون من التوفو (دوبو) والكيمتشي المقلي.  يتم تقديم التوفو الناعم والدافئ والمقشر مع بايتشو كيمتشي المخمر جيدًا (كيمتشي ملفوف نابا) المقلي مع لحم الخنزير.